# Dieter Bohlen

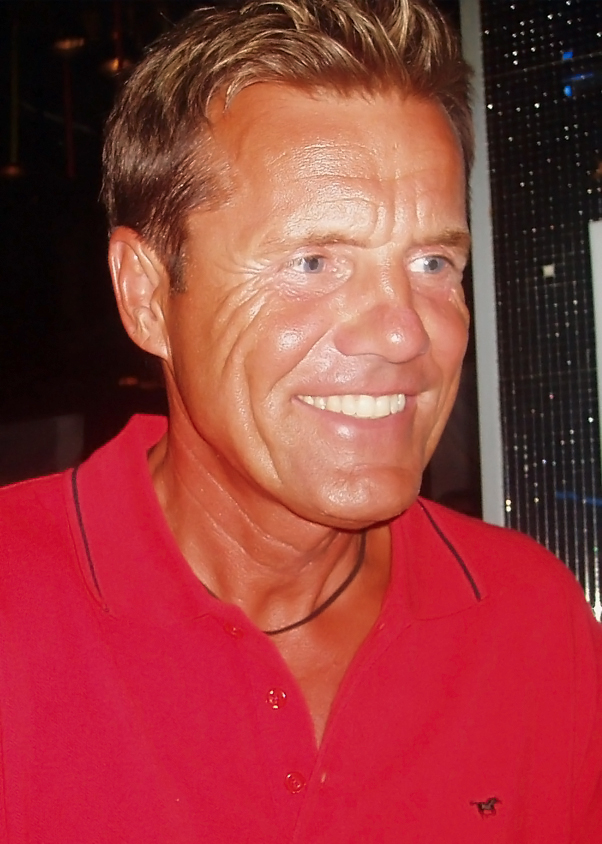
Dieter Bohlen em 2006

Dieter Günter Bohlen (Berne, 7 de fevereiro de 1954) é um premiado produtor, compositor e arranjador musical alemão, sendo mais conhecido como fundador do duo alemão de música synth-pop Modern Talking. O cantor Thomas Anders, que também fazia parte do duo alemão, ficava a cargo dos vocais principais.
Dieter tem produzido álbuns e músicas para inúmeros artistas internacionais, tais como C. C. Catch, Al Martino, Chris Norman, Peter Alexander, Bonnie Tyler, Mark Medlock, Alexander Klaws e Engelbert Humperdinck, além de ter descoberto muitos outros. Dieter também atua como jurado nos shows de talentos Pop Idol: Deutschland sucht den Superstar (2002—hoje) e Das Supertalent (2007—hoje).
Até o ano de 2008, estima-se que, em todo mundo, tenha vendido cerca de 160 milhões de álbuns produzidos por ele.
Dieter Bohlen foi referência, e uma das maiores influências da década de 80 na música Eurodisco, misturando música electrônica dos anos 80, com melodias ao estilo bubblegum e batidas saltitantes e animadas.

## Carreira Musical
Em Gotinga, Baixa Saxônia, na Alemanha, após passar por várias bandas locais, incluíndo bandas como Aorta e Mayfair, em 1978, Dieter e seu amigo Holger Garbode formaram uma dupla chamada Monza. Com este nome, eles lançaram o single "Hallo Taxi Nummer 10"/"Cola Und Rock'N'Roll", lançado ainda em 1978. Este single foi produzido pela dupla de produtores Tony Hendrik & Karin Hartmann, que mais tarde fundariam o Bad Boys Blue. "Hallo Taxi Nummer 10" chegou a alcançar a 10ª posição na Alemanha. A dupla lançou mais um single, ainda em 1978, chamado "Heisse Nacht In Der City"/Ginny". A primeira, era um cover em alemão de "Hot Child In The City", gravado originalmente pelo cantor canadense Nick Gilder. O lado B, "Ginny", foi a primeira canção que foi lançada com música e letras escritas por Dieter Bohlen.
Porém o duo se desfaz e no ano seguinte, sob o pseudônimo chamado Steve Benson, Dieter lança o primeiro single solo de sua carreira, "Don´t Throw My Love Away", composto por ele mesmo, seguido por um segundo single, "Love Takes Time". Em 1981 ele entra para a banda Sunday, juntamente com Silvia Gehrke e Doris De Vries. Após dois singles com o Sunday ("Jung und Frei" (Jovem e livre) e o hit "Hale Hey Louise"), Dieter lança um terceiro single sob o pseudônimo Steve Benson, chamado "Angel Blue Eyes". Este single também não vendeu muito.

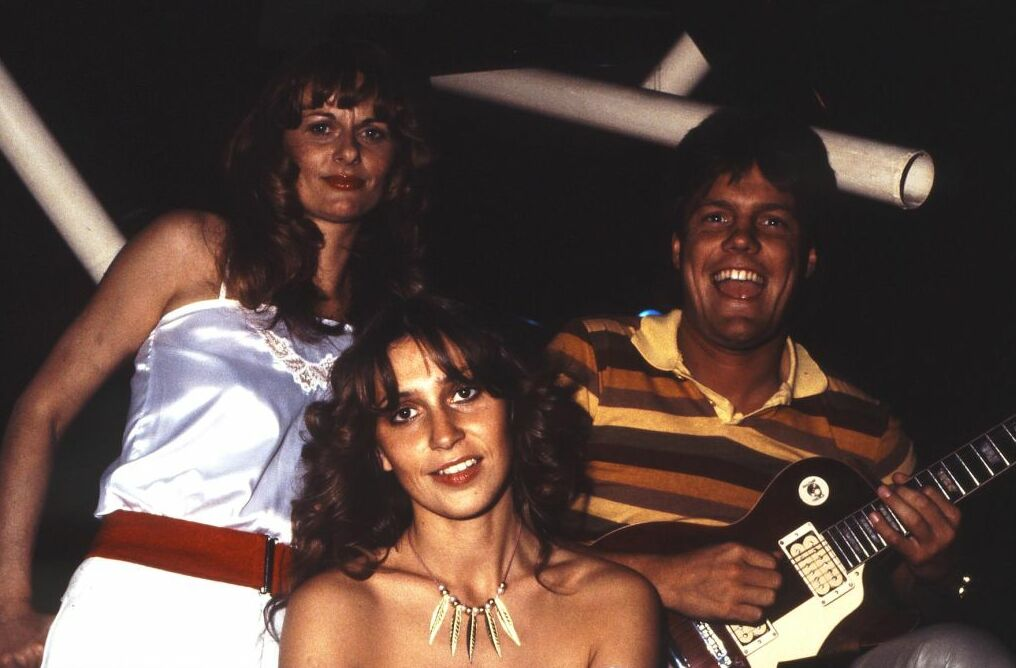
Com o grupo Sunday (1981)

No início dos anos 80, Dieter já escrevia para alguns artistas, como Bernhard Brink e Ricky King e também para bandas, como The Teens. Porém após o fracasso de "Angel Blue Eyes", ele focou-se mais na produção e composição para estes e outros artistas que iam aparecendo e se interessando pelas composições de Dieter, entre eles, Roland Kaiser e Bernd Clüver. Este último inclusive, teve uma canção de Bohlen (em parceria com René Marcard) que foi terceira colocada na pré-selecção alemã para o Festival Eurovisão da Canção de 1983. A canção esta chama-se "Mit 17".
Em 1983, Dieter fica conhecendo Thomas Anders, que na época era um promissor jovem cantor que tinha gravado alguns singles em alemão. De 1983 a 1984, Dieter produziu 5 singles em alemão para Thomas. A parceria deu certo e em outubro de 1984, já usando o nome 'Modern Talking', é lançado o primeiro single da dupla, "You're My Heart, You're My Soul", que tornou-se um hit mundial da noite para o dia.
Dieter esteve envolvido com o Modern Talking como integrante, produtor e compositor, entre os anos de 1984 e 1987 e, novamente, entre 1998 e 2003.
Em 1986, Bohlen escreveu e produziu algumas faixas (incluindo o hit “Midnight Lady”) para um álbum de Chris Norman lançado ainda em 1986. Entre 1986 e 1989, Bohlen produziu alguns álbuns para a rainha da discoteca C. C. Catch, cantora que ele descobriu.
Após a primeira ruptura do Modern Talking, em 1987, ele formou o Blue System, em que ele basicamente fazia tudo - cantava, produzia, escrevia letras, etc. O som característico do Blue System era um tanto quanto parecido com o do Modern Talking.
Para a maioria dos projectos musicais, Bohlen empregava ao fundo das músicas, cantores para produzir um alto ergueu coro, se necessário. Seus colaboradores freqüentes no estúdio foram o espanhol Luis Rodriguez, (listado como “co-produtor”), Jeopark, Ralf Stemmann e Thorsten Brötzmann.
Em 1989, Bohlen teve duas composições suas classificadas para participarem do Festival Eurovisão da Canção. A primeira, chamada "Nur Ein Lied" (português: Apenas uma canção), foi cantada em alemão pelo cantor austríaco Thomas Forstner, representando obviamente a Áustria, e ficou em 5º lugar na classificação geral, a melhor colocação (em 1972 e 1976 a Áustria também ficou em 5º) desde que "Merci Chérie", do cantor alemão Udo Jürgens ficou com a 1ª posição em 1966. A canção de Thomas possui uma versão em inglês, chamada "Song of Love" (português: Canção do amor).
A outra se chama "Flieger" (português: panfletos), canção esta cantada também em alemão no festival pelo cantor italiano Nino De Angelo, que ficou na 14º colocação geral e representou a Alemanha no festival. Esta canção também possui uma versão em inglês, chamada "If There's One Thing That's Forever" (português: Se há uma coisa que é para sempre). Dieter também produziu um álbum inteiro para Nino De Angelo, lançado em 1989.
Ainda em 1989, Dieter compôs a trilha sonora para a série alemã Rivalen Der Rennbahn (2# Alemanha). O álbum desta série foi um dos mais vendidos na Alemanha em 1989. Dieter também produz algumas músicas para o disco do cantor indiano naturalizado inglês Engelbert Humperdinck, chamado "Star of Bethlehem" (na Alemanha 'Ich denk’ an dich') e lançado ainda em 1989. Este disco alcançou a 20ª posição nos charts alemães.
Em 1991, Dieter trabalhou com o cantor/ator austríaco e lenda viva Peter Alexander na produção de um álbum, "Verliebte Jahre" (português: Amante por um ano). O álbum continha temas escritos em típico schlager alemão e uma versão, também em alemão, da canção "Sorry Little Sarah", do Blue System. Outra canção do álbum, "Auf Die Liebe Kommt Es An" entrou no Top 100 da Alemanha. Ainda em 1991, Dieter produziu o disco "Rosenzeit" (5# Alemanha) para o cantor e ator alemão Roy Black. Infelizmente Roy faleceu em outubro do mesmo ano de ataque do coração.
Um ano depois, em 1992, Dieter Bohlen lança um single e que é o seu primeiro projecto dance, intitulado 'T N T'. Isso continha alguns mixes da canção "Foolish Heart", originalmente lançada num álbum do Blue System. Não se sabe exactamente quem cantou neste projecto, mas os vocais pareciam muito com os do cantor Lucas Cordalis. Em 1993, foi o cantor e ator Al Martino quem teve um álbum produzido por Bohlen. O disco, que chamou-se "The Voice To Your Heart" (português: A voz do seu coração), não foi muito exitoso e mal pode entrar nos charts. Apenas o single "Spanish Ballerina" ficou na #93 posição por uma semana na Alemanha.
Entre 1994 e 1996, Dieter lançou um significativo número de singles de seus projectos dance, como "Energizer", do projecto Hit The Floor e "Dicky Down", com o projecto Major T.

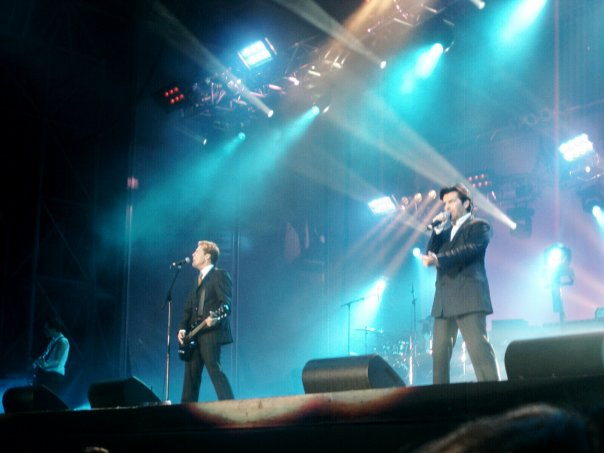
Modern Talking (2003)

Em meados de 1996, Dieter produziu uma boy band alemã chamada Touché, que foi fundada por um de seus integrantes, Karim Maataoui.
Em 1998, Dieter e Thomas Anders voltaram com o Modern Talking, numa volta fenomenal e que teve um certo impacto no mundo da música, especialmente no gênero eurodance. Até 2003, a nova encarnação do Modern Talking lançou seis novos álbuns, incluíndo um de antigos hits com inéditas. Em 2002, Dieter lançou uma compilação oficial chamada "The Greatest Hits", pelo selo Hansa, com temas que ele tinha composto para o Modern Talking, C. C. Catch, Bonnie Tyler, Millane Fernandez e Touché.

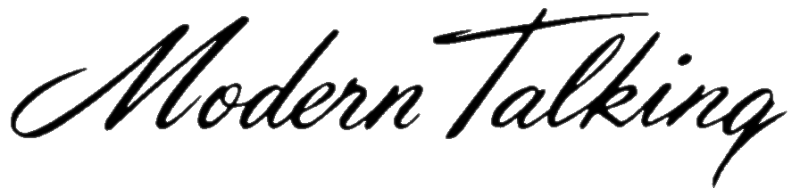
o logotipo do Modern Talking

Desde 2002, Dieter Bohlen é um dos jurados da versão alemã do show de talentos Pop Idol, chamado Deutschland Sucht den Superstar (tradução: a Alemanha procura um superstar), que a cada ano tem uma temporada. Ele escreveu e produziu dois álbuns para Alexander Klaws, o vencedor da primeira temporada (2003), e outro álbum para o segundo finalista, Daniel Küblböck. E desde então, a cada ano de temporada da série, Bohlen compõe canções ou produz álbuns para alguns dos vencedores.
Bohlen também lançou três livros autobiográficos sobre a sua carreira, seus relacionamentos amorosos e suas experiências com os cantores. O primeiro livro, de 2002, chama-se Nichts als die Wahrheit e foi um sucesso sem precedentes na Alemanha. O segundo, lançado em 2003, chama-se Hinter den Kulissen e o terceiro se chama Meine Hammer-Sprüche e foi lançado em 2006.
Dieter Bohlen foi o único jurado que esteve em todas as temporadas da série de TV chamada Das Supertalent (não confundir com Deutschland Sucht den Superstar). Das Supertalent é a versão alemã da série americana America's Got Talent.

## Anos Recentes
Em 2005, Dieter lança no mercado um fragância, chamada 'Provocation'. A versão feminina desta fragância tem estampada no frasco a letra 'B' (de Bohlen), enquanto que a versão masculina tem a letra 'D', (de Dieter). Em março de 2006, Bohlen emitiu um novo álbum chamado Dieter - Der Film, que era uma banda sonora para um filme do mesmo nome. O filme é uma comédia animada baseada em sua primeira autobiografia, "Nichts als die Wahrheit".
Ainda em 2006, ele compôs e produziu um álbum, chamado "Licht und Schatten" para Nathalie Tineo. Em 2007, juntamente com o produtor Jeopark, Bohlen produziu o álbum "Golden Times", para um projecto dance formado por duas cantoras russas, chamado Moving Heroes. No ano de 2010, Bohlen e seu amigo de longa data, Jeopark, trabalharam na produção do disco "Schwerelos", da cantora alemã Andrea Berg. No ano seguinte, em 2011, Dieter trabalharia novamente com Andrea em mais um novo disco.
Sua mais nova produção, é o álbum Symphonie Des Lebens, do cantor argentino naturalizado austríaco Semino Rossi, lançado na Alemanha em março de 2013.

## Vida Particular
Seus pais chamam-se Hans e Edith. Ele estudou em Oldenberg, Göttingen, Hamburgo e concluiu o ginásio. Dieter é formado em administração de empresas. Bohlen possui cinco filhos: Marc, nascido em 9 de julho de 1985, Marvin Benjamim, nascido em 21 de dezembro de 1988, Merielin, de 23 de fevereiro de 1990, Maurice, de 2005 e Amelie, nascida em 2011. Dieter foi casado com Erika Bohlen (nascida Erika Sauerland) de 1983 a 1989 (ambos se conheceram em 1973). Ele possui 3 filhos deste casamento. Mesmo antes de ser legalmente divorciado de Erika, Bohlen viveu - mas nunca casou - com sua nova namorada chamada Nadja Ab Del Farrag (Naddel), uma assistente de laboratório farmacêutico. Naddel foi dançarina de fundo para os Blue System nessa altura. Ela apareceu no vídeo 'Love is Such a Lonely Sword', do Blue System. Em 1996, ele casou-se com a modelo e cantora alemã Verona Feldbusch (Miss Alemanha 1993), porém ambos divorciaram-se após 30 dias de casados, o que deu a Verona estatuto de celebridade (ela passou a acolher na televisão programas como “Peep” e “Verona’s Welt”). Bohlen posteriormente voltou a viver (e desta vez se casando) com Nadja Ab Del Farrag, mas os dois divorciaram-se em 2000. Depois, Bohlen viveu com a modelo Stefanie Ingrid Küster até 2006. Ambos têm um filho juntos - Maurice - nascido em meados de 2005.
Dieter conheceu sua atual namorada, Fatma Carina Walz (nascida em 1984), em Maiorca, Espanha, onde uma das peças para a actual época de Deutschland sucht den Superstar foi produzida.
Em 2011, Dieter tornou-se pai novamente. A nova filha, chamada Amelie, é fruto de seu relacionamento com Carina Walz, sua actual esposa.
Ex-esposas de Dieter Bohlen:
- Erika Bohlen - 1983-89
- Nadja Ab Del Farrag - 1989-1996 (sem casamento)
- Verona Feldbusch - 1996
- Nadja Ab Del Farrag - 1997-2000
- Stefanie Ingrid Küster - 2000-2006

## Pseudônimos
Durante sua carreira, Dieter usou alguns pseudônimos diferentes, para produzir e escrever para outros artistas, (e até mesmo para si), a fim de proteger-se de uma atribuição a um gênero musical particular. Outros motivos que levaram Dieter a usar pseudônimos, foram muitas vezes por ter certas diferenças entre os estilos musicais de Bohlen e o referido artista, ou até mesmo questões contractuais.
- Joachim Horn-Bernges
- Fabricio Bastino (muitas vezes usou-se 'Fabrizio')
- Howard Houston
- Jennifer Blake
- Joseph Cooley
- Marcel Mardello
- Barry Mason
- Dee Bass
- Art Of Music
- Eric Styx
- Ryan Simmons
- Steve Benson
- Michael of Drouffelaar
- David Bernhardt

OBS: além de usar pseudônimos para nomes de artistas, Bohlen usava pseudônimos para projectos musicais, como Monza, Foolish Heart e Countdown GTO.

## Projectos Dance
Nos anos 90, Dieter estava pensando em trocar de estilo musical para assumir um som mais moderno e comercial. Para isso, criou projectos dance, muitas vezes sem cantor ou cantora definidos, para que lançasse seus novos 'experimentos musicais' e ver a reacção da mídia e do público. Também seu nome real não era creditado nos singles, mas sim nomes como Dee Bass e Art Of Music. Um dos primeiros projectos a serem lançados foi o T N T, em 1992.  Seus principais projectos dance foram Major T., Atisha, Groove Gangster, Double Trouble, T N T, e Hit The Floor. Abaixo estão listadas mais informações sobre estes novos projectos.
| Data de Lançamento    | Projecto dance  | Faixas | Formato            | Produtor                                                      | Letra/Música | Gravadora  | Estilo musical             |
| 1992                  | T N T           | Quatro versões da música "Foolish Heart" (Radio Mix, Maxi Mix, Heavy Mix e Instrumental)                                                | Maxi Single        | Fabrizio Bastino                                              | Fabrizio Bastino | Hansa, BMG | Euro House                 |
| 24 de janeiro de 1994 | Hit The Floor   | Quatro versões da música "Energizer" (Airplay Mix, Hit The Airplay Mix, Cyber Space Mix, A Cappella Mix)                                | Maxi Single        | Art Of Music                                                  | Dee Bass | Hansa, BMG | Euro House                 |
| 14 de março de 1994   | Major T.        | Três versões da música "Keep The Frequency Clear" (Clear Airplay Mix, 250 Hz Frequency Mix e Frequency Mix)                             | Maxi Single        | Art Of Music                                                  | Dee Bass | Hansa, BMG | Euro House                 |
| 25 de julho de 1994   | Hit The Floor   | Quatro versões da música "Love Generator" (Radio Version, Generator Mix, Rasta Man e Maxi Masta Man)                                    | Maxi Single        | Art Of Music                                                  | Dee Bass | Hansa, BMG | Euro House                 |
| 5 de setembro de 1994 | Major T.        | O CD Maxi tem quatro versões da música "I Can Only Give You My Heart" (Airplay Mix, Maxi Mix, Extended Version e Classic Version)       | Maxi Single        | Art Of Music                                                  | Dee Bass | Hansa, BMG | Euro House                 |
| 1994                  | Double Trouble  | O CD Maxi tem duas versões da música "I Swear" (Single Version e Double Maxi Version) e duas de "Foolish Heart" (Maxi Mix e Heavy Mix)  | Maxi Single        | Art Of Music ("I Swear") e Fabrizio Bastino ("Foolish Heart") | Gary Baker e Franck J.Meyers (letra e música, respectivamente para "I Swear") e Fabrizio Bastino ("Foolish Heart")        | Hansa, BMG | Euro House                 |
| 5 de maio de 1995     | Major T.        | O CD possui duas versões da música "Tell Me Why" (Radio edit e maxi version) e duas versões de "Robotnic" (I e II)                      | Maxi Single        | Art Of Music                                                  | Dee Bass | Hansa, BMG | Happy Hardcore             |
| Junho de 1995         | Groove Gangster | O CD Maxi tem duas versões da música "Probier's mal mit Gemütlichkeit" (Airplay Mix e Jungle Mix) e mais "Time Machine" I e II          | Maxi Single        | Art Of Music                                                  | H.Riethmüller (letra); Terry Gilkyson/Dee Bass (música: Airplay Mix e Jungle Mix); Time Machine I e II (música: Dee Bass) | Hansa, BMG | Euro House, Happy Hardcore |
| 19 de abril de 1996   | Major T.        | O CD maxi tem 3 versões da música "Dicky Down" (Radio Edit, The Godfather of Music mix e Extended version) e mais a faixa Robotnic 10.  | Maxi Single, Vinil | Art Of Music                                                  | Dee Bass | Hansa, BMG | Happy Hardcore             |
| Maio de 1996          | Double Trouble  | O CD maxi tem quatro versões da música "Come On Pussies" (Radio Version, Extended Version, Out House Mix e In House Mix)                | Maxi Single        | Art Of Music                                                  | Dee Bass | Hansa, BMG | Euro House                 |
| 5 de maio de 1996     | Atisha          | O CD maxi tem quatro versões da música "Secret Of The Night" (Bumpi Bass Radio Version, Radio Edit II, Extended Version e Instrumental) | Maxi Single        | Art Of Music                                                  | Dee Bass | Hansa, BMG | Euro House                 |

## Premiações
- 1985: Goldene Stimmgabel, compositor e produtor de mais sucesso
- 1989: People's Artist of the USSR
- 1998: VIVA Comet – Lifetime Achievement Award
- 2001: Top Of The Pops Award, Top Artist Germany
- 2003: German Book Prize, Second accoding to the public audience
- 2003: Goldene Feder
- 2003: Media Control Award, 25 Jahre Media Control
- 2003: GQ Man Of The Year[9]
- 2003: Unsere Besten
- 2003: Bambi, Pop National[9]
- 2004: Echo, melhor produtor nacional
- 2004: Echo, Single do ano para "We Have a Dream"
- 2008: Platin-Otto, Lifetime achievement award

## Hits número #1 na Alemanha
Dieter Bohlen possui 18 composições que atingiram a 1ª posição nas paradas de sucesso na Alemanha. Desde o primeiro grande sucesso e mega-hit "You’re My Heart, You’re My Soul", com o Modern Talking, de 1984 até o hit "Call My Name", com o cantor alemão Pietro Lombardi, de 2011. 
- You're My Heart, You're My Soul - Modern Talking, 1985
- You Can Win If You Want - Modern Talking, 1985
- Cheri Cheri Lady - Modern Talking, 1985
- Brother Louie - Modern Talking, 1986
- Atlantis Is Calling (S.O.S. for Love) - Modern Talking, 1986
- Midnight Lady - Chris Norman, 1986
- Gangster Love - Blue System, 1987
- Sorry Little Sarah - Blue System, 1987
- We Have a Dream - participantes do Pop Idol alemão, 2003
- Take Me Tonight - Alexander, 2003
- You Drive Me Crazy - Daniel K., 2003
- Für dich - Yvonne Catterfeld, 2003
- Free Like the Wind - Alexander, 2003
- Du hast mein Herz gebrochen - Yvonne Catterfeld, 2004
- Now Or Never - Mark Medlock, 2007
- You Can Get It - Mark Medlock, 2007
- Summer Love - Mark Medlock, 2008
- Anything But Love - Daniel Schuhmacher, 2009
- Don't Believe - Mehrzad Marashi, 2010
- Call My Name - Pietro Lombardi, 2011

## Álbuns número #1 na Alemanha
Esta é uma lista com álbuns produzidos por Dieter Bohlen que atingiram a 1ª posição nas paradas de sucesso na Alemanha. Esta lista possui um total de 13 discos.
| Ano  | Álbum                    | Artista                                                                     | Número de semanas na 1ª posição | Vendas      |
| 1985 | The 1st Album            | Modern Talking                                                              | 42                              | + 500.000   |
| 1986 | Ready For Romance        | Modern Talking                                                              | 26                              | + 510.000   |
| 1986 | In The Middle Of Nowhere | Modern Talking                                                              | 12                              | + 260.000   |
| 1998 | Back for Good            | Modern Talking                                                              | 52                              | + 3.000.000 |
| 1999 | Alone                    | Modern Talking                                                              | 27                              | + 1.000.000 |
| 2002 | Victory                  | Modern Talking                                                              | 15                              | + 150.000   |
| 2003 | United                   | Deutschland sucht den Superstar Allstars (participantes do Pop Idol alemão) | 19                              | + 960.000   |
| 2003 | Take Your Chance         | Alexander Klaws                                                             | 17                              | + 120.000   |
| 2004 | Here I Am                | Alexander Klaws                                                             | 18                              | —           |
| 2007 | Mr. Lonely               | Mark Medlock                                                                | 18                              | + 518.440   |
| 2010 | Schwerelos               | Andrea Berg                                                                 | 56                              | + 655.000   |
| 2011 | Jackpot                  | Pietro Lombardi                                                             | 16                              | + 125.000   |
| 2011 | Abenteuer                | Andrea Berg                                                                 | —                               | + 97.000    |

Observação: a trilha sonora da série "Rivalen der Rennbahn", que foi inteiramente produzida por Bohlen, e que ficou na 2ª posição nas paradas de sucesso na Alemanha por 27 semanas consecutivas, foi o álbum mais vendido neste país em 1989, com vendas superiores à 535.000 unidades do disco, somente na Alemanha.

## Música
As producções musicais de Bohlen são notáveis pela simples estructura que ele cria para suas composições.
Nos anos 80 e 90, Bohlen produziu vários artistas da eurodisco e eurodance, sendo os principais Modern Talking, Blue System e C.C. Catch. Estes por sua vez, possuíam faixas com breves passagens em falseto.
Já com os vencedores do Pop Idol alemão, nos anos 2000, concentrou-se mais em baladas pop, como em "Für dich" (português: para você) (2003) e "Du hast mein Herz gebrochen" (português: você partiu meu coração) (2004), da cantora alemã Yvonne Catterfeld, e no mega-hit "Midnight Lady", de 1986, interpretado pelo cantor inglês Chris Norman.

## Artistas para os quais Dieter Bohlen produziuálbunsesingles
Esta é uma lista de artistas e grupos para os quais Bohlen compôs/escreveu músicas ou produziu singles e álbuns.

Note que é apenas uma selecção. A lista não está completa.
- Al Martino
- Andrea Berg
- Anna Garcia (conhecida como Sheree)
- Alexander Klaws
- Beatrice Egli
- Bernd Clüver
- Bernhard Brink
- Blue System
- Bonnie Tyler
- C. C. Catch
- Chris Norman
- Cool Cut (Eric Singleton e Janet Henry)
- Daniel Küblböck
- Daniel Schuhmacher
- Die Wildecker Herzbuben
- Engelbert
- Errol Brown
- G Traxx (Eric Singleton e Terry Byrne)
- Howard Carpendale
- Indiggo
- Isabel Soares
- John Christian
- Les McKeown
- Lory "Bonnie" Bianco
- Marianne Rosenberg
- Mark Medlock
- Mary Roos
- Matthias Reim
- Millane Fernandez
- Modern Talking
- Moving Heroes (dupla feminina de música eurodance)
- Nathalie Tineo
- Nino de Angelo
- Peter Alexander
- Pietro Lombardi
- Ricky King
- Roland Kaiser
- Roger Whittaker
- Roy Black
- Sarah Engels
- Semino Rossi
- The Teens
- Thomas Anders
- Thomas Forstner
- Tom Astor
- Tommy Steiner
- Tony Wegas
- Touché
- Yvonne Catterfeld